# Ефремов, Алексей Николаевич
Алексей Николаевич Ефремов (1882—1964) — полковник 50-й артиллерийской бригады, герой Первой мировой войны, участник Белого движения на Юге России.

## Биография
Уроженец Самарканда. Сын генерал-майора в отставке Николая Алексеевича Ефремова (1843—?). Младший брат Арсений (1886—1955) — также офицер, георгиевский кавалер.
Окончил 2-й Оренбургский кадетский корпус (1900) и Михайловское артиллерийское училище (1902), откуда выпущен был подпоручиком в Ковенскую крепостную артиллерию.
19 апреля 1904 года переведен в 1-ю резервную артиллерийскую бригаду. Произведен в поручики 21 августа 1905 года, в штабс-капитаны — 29 августа 1908 года. 11 августа 1910 года переведен в 50-ю артиллерийскую бригаду, с которой и вступил в Первую мировую войну. Удостоен ордена Св. Георгия 4-й степени
За то, что в бою 2 ноября 1914 года под Бялотарском, будучи старшим офицером на батарее, под губительным артиллерийским и ружейным огнем противника, по получении приказания об отходе, снял батарею с позиции, сам же, жертвуя собой, из последнего оставшегося на позиции орудия в упор до последнего снаряда расстреливал наступавшую немецкую пехоту. Лично снял это орудие с позиции, причем был ранен в руку, но остался в строю.
Произведен в капитаны 23 апреля 1915 года «за отличия в делах против неприятеля», в подполковники — 15 февраля 1916 года. Пожалован Георгиевским оружием
За то, что, в бою 1 июня 1916 года у д. Линевки, когда наша пехота под ураганным артиллерийским огнем и натиском превосходных сил немецкой пехоты оставила свою позицию и отходила за его батарею, придя лично с наблюдательного пункта на батарею, полубатарею отправил назад на новую позицию, а из остальных орудий открыл беглый огонь по наступающей немецкой пехоте, нанося ей громадный урон; видя приближение к батарее противника, отправил на новую позицию еще два орудия, а сам из оставшегося одного орудия продолжал огонь «на картечь» и заставил его остановиться, вследствие чего отступающая наша пехота с подошедшими резервами перешла в наступление и отбросила немцев на свои прежние позиции.
8 апреля 1916 года назначен командиром 6-й батареи 50-й артиллерийской бригады, а 31 мая 1917 года произведен в полковники на основании Георгиевского статута. В 1918 году служил в гетманской армии, числился командиром 3-го легкого артиллерийского полка.
В Гражданскую войну участвовал в Белом движении в составе Добровольческой армии и ВСЮР. Состоял в распоряжении черноморского военного губернатора, с 18 июня 1919 года был назначен командиром 2-го дивизиона 2-й артиллерийской бригады. В Русской армии — до эвакуации Крыма. Галлиполиец.
Осенью 1925 года — в составе Алексеевского полка во Франции. В 1926 году переехал в Аргентину. Состоял членом Общества офицеров-артиллеристов и начальником отдела РОВС в Аргентине. Скончался в 1964 году в Буэнос-Айресе. Похоронен на Британском кладбище. Был женат, имел дочь.

## Награды
- Орден Святой Анны 3-й ст. (ВП 6.12.1911)
- Орден Святого Георгия 4-й ст. (ВП 28.07.1915)
- Орден Святой Анны 4-й ст. с надписью «за храбрость» (ВП 27.01.1916)
- Орден Святого Станислава 2-й ст. с мечами (ВП 14.02.1917)
- Георгиевское оружие (ПАФ 8.05.1917)